# Superman (film)
Pour l’article homonyme, voir Superman (homonymie).
Ne doit pas être confondu avec Superman (film, 2025).
Série Superman (1978-1987)
Superman 2
(1980)
Série Superman
Pour plus de détails, voir Fiche technique et Distribution.
Superman ou Superman, le film au Québec est un film de science-fiction de super-héros britanno-américano-canado-français réalisé par Richard Donner, sorti en 1978.
Il met en scène dans les rôles principaux Christopher Reeve, Gene Hackman, Margot Kidder et Marlon Brando.
Le film débute alors que la planète Krypton est sur le point d'exploser. Jor-El, grand scientifique, décide de sauver son fils unique Kal-El en le plaçant dans une sonde spatiale pour l'envoyer sur Terre. Kal-El arrive sur la planète Terre, où il est recueilli aux États-Unis par le vieux couple Jonathan et Martha Kent qui l'élèvent et le rebaptisent Clark. Alors qu'il grandit, ce dernier découvre, du fait de sa nature extraterrestre, qu'il possède des super pouvoirs. Une fois adulte, il devient reporter au Daily Planet, souhaite mener une vie normale. Pourtant, il décide de combattre le mal et le danger sous toutes leurs formes, en tant que Superman, « l'Homme d'acier », secourant la veuve et l'orphelin, attisant la jalousie de Lex Luthor et l'intérêt de sa collègue Lois Lane.
Dans les années 1940, le personnage de Superman avait déjà fait l'objet d'adaptations dans des serials (films à épisodes), mais c'est la première fois qu'il est présent dans un long métrage. Cette version du film est ressortie dans les années 2000, avec l'ajout de scènes supplémentaires.
Le film est un succès critique et financier. Le succès du film engendrera une série constituée de trois suites. Superman ouvrira par ailleurs la voie à d'autres productions issues de franchises de super-héros à Hollywood.

## Synopsis

L’emblème de Superman.

Sur la planète Krypton, trois criminels (Ursa, Non et le général Zod) sont jugés par le conseil sous la responsabilité de Jor-El. Les prisonniers sont envoyés vers la Zone Fantôme. Au même moment, Jor-El ne parvient pas à convaincre le conseil que Krypton va exploser. Il décide de rester avec sa femme, Lara, sur Krypton et d'envoyer son fils, Kal-El, sur Terre, une planète de primitifs, avec tout le savoir de l'univers (contenu dans un cristal vert) afin d'assurer l'avenir de son espèce.
Alors que la navette contenant Kal-El commence sa route vers la Terre, Krypton est détruite. Ayant fini son trajet, la navette s'écrase dans un champ du Kansas, et un couple de fermiers de Smallville, les Kent, découvre l'enfant et le recueille. Pendant que Jonathan essaye de changer un pneu crevé, Martha encourage son mari à l'adopter. L'enfant soulève la voiture, mettant fin à la discussion. Il n'est décidément pas humain.
Quelques années plus tard, Clark est devenu adolescent. Il essaye de se lier davantage avec Lana Lang. Sans succès. Pour impressionner ses camarades de classe, partis en voiture, il court plus vite qu'un train et les attend devant sa maison, sur la route. La réaction du conducteur est de qualifier tout de suite Clark de bizarre. Son père adoptif, Jonathan Kent, lui enseigne que son existence a un but déterminé. Et qu'en tant que tel, il ne peut révéler sa vraie nature au reste du monde. Peu après, le père meurt d'une crise cardiaque.
Après l'enterrement, une nuit, Clark est réveillé par des grésillements du poste de radio au petit matin. Il se rend à sa cave pour dénicher le problème. Là, il trouve le cristal du vaisseau brillant d'une lueur verte. Clark annonce à sa mère, au milieu des champs de blé, qu'il va partir vers le nord. Il a auparavant demandé l'aide de Ben Hubard pour aider sa mère à la ferme.
Tandis qu'il marche sur la banquise, il sort le cristal de sa poche et le jette au loin. Une cité sort alors de l'eau bouillonnante. Le spectre de Jor-el nous révèle que Clark a maintenant 18 ans et que cet édifice est la Forteresse de la Solitude. Sa première question à son véritable père est : « Qui suis-je ? ». Jor-el lui explique alors son identité et sa mission. Il lui est notamment interdit de modifier l'histoire humaine et il se doit d'être un exemple pour l'humanité, car les êtres humains « sont capables de grandeur ». Sa formation dure 12 années terriennes, après lesquelles il devient Superman.
Il décide de s'installer à Metropolis et travaille au Daily Planet. Il fait la connaissance de Loïs Lane, reporter, et du photographe Jimmy Olsen, sous la direction de Perry White. Loïs n'a qu'une obsession, obtenir le prix Pulitzer. Au journal, Clark passe pour un niais : il n'arrive pas à ouvrir une bouteille, se prend les portes au nez, veut entrer dans les toilettes pour dames et ne trouve pas l'ascenseur. Tandis que Loïs et Clark font un tour en ville, ils se font braquer dans une ruelle. Le coup part, mais c'est sans compter sur la rapidité de Clark qui rattrape la balle au vol avant qu'elle ne touche Loïs. Il feint alors l'évanouissement. Au cours de la discussion suivante, il énumère le contenu exact du sac à main.
Pendant ce temps, deux policiers (Paterson et Berry) suivent un individu suspect, Otis, espérant les conduire au repaire secret de Lex Luthor, un génie du crime. Berry suit l'individu jusqu'au quai numéro 9, voie 22 ; L'individu passe par un passage secret au passage du train, mais, Berry, lui, se fait écraser par un train lorsque Lex referme son piège.
Terré sous Park Avenue, à plus de 90 mètres de profondeur, Lex Luthor se définit lui-même comme « le plus grand génie criminel de notre temps ». Entouré par Mademoiselle Teschmacher, il est sur le point de commettre le « crime du siècle ». Otis a amené un journal. Le lancement des missiles nucléaires est confirmé. Lex révèle son plan à son auditoire : réaliser une escroquerie immobilière sur la côte Ouest.
Après le travail, Loïs Lane prend l'hélicoptère en haut du Daily Planet afin de se rendre à l'inauguration de l'avion présidentiel. Mais l'hélicoptère s'accroche à un filin et est sur le point de tomber du toit. Heureusement, Clark trouve le chapeau de Loïs en bas de l'immeuble, comprend ce qui est en train de se passer, ouvre sa chemise révélant le symbole de Superman et s'habille en héros. Il récupère Loïs en train de tomber d'une main et l'hélicoptère de l'autre. La première question de Loïs à cet homme bleu et rouge est : « Qui êtes-vous? ». Il lui répond : « Un ami ». Il s'en va en volant, elle s'évanouit.
Après l'avoir déposé, Superman intercepte un cambrioleur qui évolue sur une tour de verre à l'aide de ventouse, puis intercepte une bande de fuyards cagoulés sur un bateau après un braquage. Il dépose le bateau devant le commissariat devant le policier Moon et son supérieur médusés. Enfin, il va chercher un chat dans un arbre pour le rendre à une petite fille.
Alors qu'un orage détruit le moteur no 1 de l'avion présidentiel qui est à 6 540 pieds et 10 miles au sud-est de Metropolis, l'avion se stabilise grâce à Superman. Pendant ce temps, Lex Luthor affirme haut et fort que Superman vient d'un autre monde car s'il y avait un être humain pour monter une aussi vaste fumisterie, cela ne pourrait être que lui.
Clark glisse un mot à Loïs pour lui donner un rendez-vous avec Superman le soir même à 20 heure. Lorsque Superman arrive, Loïs met aussi en avant la question de sa nature humaine. Elle essaye de la mesurer: (1,92 m, 102-103 kg). Et lui demande pourquoi il fait tout ça ; sa réponse : « Combattre pour la vérité, la justice et servir d'exemple ».
Par la suite, Lex Luthor et ses compères détournent deux missiles nucléaires de l'armée américaine de leurs trajectoires pour les diriger, l'un dans le New Jersey, l'autre sur la faille de San Andreas. Auparavant, Luthor a acquis des milliers d'hectares de terrain situé à l'est de la faille à bas prix. Son but est de déclencher un tremblement de terre pour que les terres situées à l'ouest soient détruites. Ainsi, les terrains déserts acquis par Luthor prendraient beaucoup de valeur.
Luthor contacte Superman par un message diffusé par ultrason. Luthor explique qu'il va lâcher un gaz mortel dans les canalisations de New York. C'est en fait un piège pour attirer Superman dans son repaire. En effet, Luthor a réussi à trouver de la kryptonite dans un musée sur les météorites. La kryptonite est le talon d'Achille de Superman. Lorsqu'il arrive dans le repaire de Luthor à la recherche du soi-disant gaz, il trouve la kryptonite et s'effondre aussitôt dans la piscine. Luthor quitte son repaire après avoir accroché la pierre au cou de Superman et le laisse à son sort. Mademoiselle Teschmacher, dont le domicile de sa mère est situé dans le New Jersey, délivre Superman en lui enlevant la kryptonite pour qu'il empêche Luthor d'accomplir son projet, en lui faisant promettre de s'occuper du missile allant vers le New Jersey en premier. Conscient qu'il n'aura pas le temps de détourner les deux missiles, Superman accepte.
Superman arrive à détourner le premier missile (comme promis à Mlle Teshmacher) mais pas le deuxième qui s'écrase dans la faille. Le tremblement qui s'ensuit fait de nombreux dégâts que Superman arrive à résoudre. Il empêche qu'un train ne déraille, qu'un bus scolaire ne tombe dans le fleuve, que Jimmy, son collègue photographe, ne tombe dans l'eau du barrage. Mais il arrive trop tard pour sauver Loïs qui se retrouve coincée dans sa voiture, prise au piège par une crevasse créée par le tremblement de terre. Elle meurt ensevelie.
Superman devient fou de chagrin et enfreint une règle fondamentale apprise de son père : ne jamais modifier le cours de l'histoire. Qu'importe, Superman tourne autour de la terre jusqu'à inverser sa rotation. Ceci a pour effet de faire reculer le temps et de permettre à Superman de sauver Loïs.
Pour finir, il arrête Luthor et son fidèle second, Otis, et les dépose dans la cour de la prison.

## Fiche technique
Sauf indication contraire, les informations mentionnées dans cette section peuvent être confirmées par les bases de données cinématographiques IMDb et Allociné,  présentes dans la section « Liens externes ».
- Titre original et français : Superman
- Titre québécois : Superman, le film
- Réalisation : Richard Donner
- Scénario : Mario Puzo, Robert Benton, David Newman et Leslie Newman, d'après une histoire de Mario Puzo, d'après les personnages créés par Jerry Siegel et Joe Shuster
- Musique : John Williams
- Direction artistique : Ernest Archer, Stuart Craig, Leslie Dilley, Norman Reynolds, Philip Bennet, Norman Dorme et Tony Reading
- Décors : John Barry
- Costumes : Yvonne Blake et Richard Bruno
- Photographie : Geoffrey Unsworth
- Son : Gordon K. McCallum, Graham V. Hartstone, Nicolas Le Messurier, Roy Charman, Norman Bolland
- Montage : Stuart Baird et Michael Ellis
- Production : Richard Lester (non crédité) et Pierre Spengler
  - Production déléguée : Alexander Salkind et Ilya Salkind
  - Production associée : Charles F. Greenlaw
- Sociétés de production[1],[2]. :
  - États-Unis : Film Export A.G. et International Film Productions Inc.
  - Royaume-Uni : Dovemead Limited
  - France : Alexander Salkind
- Société de distribution : Warner Bros. (États-Unis, Canada) ; Columbia-EMI-Warner (Royaume-Uni) ; Warner Bros. France (France)
- Budget : 55 millions de $[3]
- Pays de production :  Royaume-Uni,  États-Unis,  Canada,  France
- Langue originale : anglais
- Format[4] : couleur - 35 mm / 70 mm - 2,39:1 (Cinémascope) - son Dolby stéréo | 70 mm 6-Track | Dolby Atmos
- Genre : science-fiction, action, aventures, super-héros
- Durée : 143 minutes ; 151 minutes (version restaurée aux États-Unis) ; 188 minutes (version longue)
- Dates de sortie[5] :
  - Royaume-Uni : 14 décembre 1978
  - États-Unis, Québec : 15 décembre 1978[6]
  - France : 26 janvier 1979
- Classification[7] :
  - États-Unis : des scènes peuvent heurter les enfants - accord parental souhaitable (PG - Parental Guidance Suggested)[Note 1]
  - Royaume-Uni : pour un public de 8 ans et plus - accord parental souhaitable (PG - Parental Guidance)[8]
  - France : tous publics (conseillé à partir de 10 ans)[9],[10]
  - Québec : tous publics (G - General Rating)[6]

## Distribution
Note et légende : 1er doublage (1979) : version cinéma, VHS et DVD Ultimate Edition / 2e doublage (2001) : version longue DVD Ultimate Edition / Blu-ray
- Christopher Reeve (VF : Pierre Arditi / Jean-Pierre Michaël) : Superman / Clark Kent / Kal-El
- Marlon Brando (VF : Jacques Toja / Jérôme Keen) : Jor-El
- Gene Hackman (VF : Francis Lax / Pierre Laurent) : Lex Luthor
- Ned Beatty (VF : Albert Augier / Daniel Lafourcade) : Otis
- Jackie Cooper (VF : Jacques Thébault / Denis Boileau) : Perry White
- Glenn Ford (VF : Roland Ménard / Richard Leblond) : Jonathan Kent
- Trevor Howard (VF : René Arrieu / Jean Négroni) : le premier sage de Krypton
- Margot Kidder (VF : Perrette Pradier / Laura Blanc) : Lois Lane
- Terence Stamp (VF : Sady Rebbot / Patrice Baudrier) : Général Zod
- Valerie Perrine (VF : Annie Sinigalia / Kelvine Dumour) : Eve Teschmacher
- Maria Schell (VF : Claire Guibert) : Vond-Ah
- Phyllis Thaxter (VF : Monique Mélinand) : Martha Kent
- Susannah York (VF : Jeanine Freson) : Lara Lor-Van
- Jeff East (VF : Pierre Arditi / Tony Marot) : Clark à 17 ans
- Marc McClure (VF : Éric Legrand) : Jimmy Olsen
- Sarah Douglas : Ursa
- Jack O'Halloran : Non
- Harry Andrews (VF : Louis Arbessier) : le deuxième sage de Krypton
- Diane Sherry : Lana Lang
- Weston Gavin (VF : Maurice Sarfati) : le voyou de la ruelle
- Steve Kahan (VF : Daniel Gall / Patrick Béthune) : Patterson, le premier flic (Aramus dans le 2e doublage)
- Ray Hassett (VF : Georges Atlas) : Harry, le deuxième flic
- Larry Hagman (VF : Roger Lumont) : Major
- Roy Stevens (VF : Jacques Ferrière) : Warden
- John Hollis : le quatrième sage de Krypton
- Roy Stevens (VF : René Renot) : le directeur de la prison
- Aaron Smolinski : Clark bébé
- Lee Quigley : Kal-El bébé
- Bruce Boa : général américain (version longue)

Source : Version française (VF) sur AlloDoublage

## Production

### Développement
L'idée de faire un film sur Superman est lancée par Ilya Salkind en 1973. C’est en découvrant à Paris une affiche d’Alain Delon en Zorro qu’Ilya Salkind eut l’idée de produire Superman (1978). Le héros masqué incarné par l’acteur français raviva en lui le souvenir du Superman qu’il regardait à la télévision américaine durant son enfance, et lui inspire l’idée d’un film similaire.  En novembre 1974, alors de longues négociations avec l'éditeur DC Comics, Ilya, son père Alexander Salkind et le Français Pierre Spengler obtiennent finalement les droits. Par ailleurs, il est très vite décidé que la suite du film sera tournée « back to back », en simultané avec ce premier Superman, et qu'ils seront distribués par Warner Bros.. William Goldman est alors approché pour écrire le scénario, tout comme Leigh Brackett. Alfred Bester est finalement engagé pour écrire un premier traitement. Cependant, Alexander Salkind pense qu'il n'est pas assez doué et engage Mario Puzo (auteur du Parrain) avec un salaire de 600 000 $,. Francis Ford Coppola, William Friedkin, Richard Lester, Peter Yates, John Guillermin, Ronald Neame ou encore Sam Peckinpah sont contactés pour réaliser le film,.
Ilya Salkind souhaite Steven Spielberg pour la réalisation de Superman, alors que son père est sceptique. Mais après le succès des Dents de la mer, Steven Spielberg se tourne vers d'autres projets. Les producteurs proposent alors le poste à Guy Hamilton. Mais le tournage devant se dérouler en Angleterre, Hamilton ne peut y passer plus de soixante jours pour raisons fiscales. Les Salkind décident finalement de le congédier puis de le remplacer par Richard Donner qui venait de connaître un grand succès avec La Malédiction.

### Attribution des rôles
Pour tenir le rôle de Jor-El, père biologique de Superman, Marlon Brando est payé 4 000 000 de dollars pour sa performance de dix minutes — moins de cinq minutes, si on enlève les dialogues des autres intervenants entre les séquences où apparaît Brando. Une performance pour laquelle il refuse d'apprendre ses répliques, préférant les lire directement sur un texte écrit sur les couches de Kal-El. Christopher Reeve critiqua Brando par le fait qu'il ne joua dans le film que pour l'argent, sans passion. Brando lui-même assuma cette vénalité et parla a posteriori d'un « film  plutôt stupide ». Sa demande de salaire élevé fait qu'il ne tourne pas dans la suite. Sa performance vocale est réutilisée, à titre posthume, dans Superman Returns. Brando refusera de rencontrer Christopher Reeve par la suite.

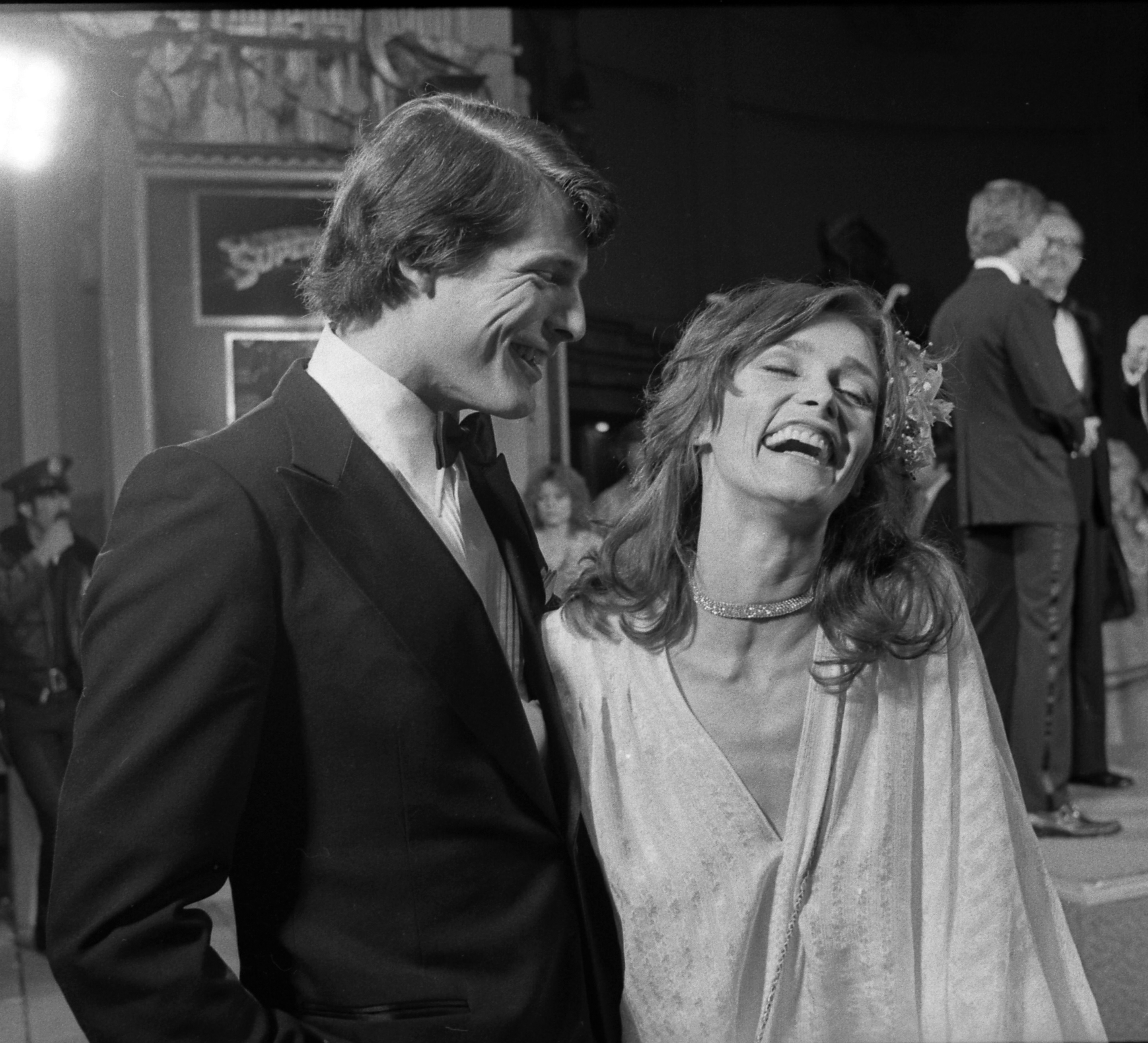
Christopher Reeve et Margot Kidder à la première hollywoodienne du film au Grauman's Chinese Theatre, le 18 décembre 1978.

Pour le rôle-titre, DC Comics exige une liste d'acteurs et approuve celle qui contient les noms de Mohamed Ali, Al Pacino, James Caan, Steve McQueen, Clint Eastwood et Dustin Hoffman. Richard Donner préfère cependant prendre un acteur peu connu, Christopher Reeve. Pour obtenir une musculature convenable, l'acteur suit un intense programme de bodybuilding avec David Prowse, (connu à l'époque pour avoir joué Dark Vador dans La Guerre des étoiles), passant ainsi de 77 à 96 kg. Le jeune Clark à Smallville est interprété par Jeff East, mais a été doublé au montage : la voix de Clark Kent adolescent est celle de Christopher Reeve dans la version originale en raison du fait qu'East possédait un timbre plus grave que celui de Reeve.
Les parents de Lois Lane, dans la scène du train, sont interprétés par Kirk Alyn et Noel Neill, autrement dit Clark Kent et Lois Lane dans le serial de quinze épisodes intitulé Atom Man vs. Superman réalisé par Spencer Gordon Bennet, en 1950.

### Tournage
Le tournage dure dix-neuf mois entre les studios Pinewood en Angleterre et les extérieurs à New York, au Nouveau-Mexique et au Canada. Il fallut tout de même trois ans et demi de préparation au total, avec onze équipes de tournage et plus de mille techniciens répartis sur trois continents. Cette durée exceptionnelle tient au fait que Richard Donner et Ilya Salkind se soient partagés la réalisation et que les images du deuxième opus aient été tournées durant cette période.
Le tournage principal commence en mars 1977 et se termine en octobre 1978. Des tensions apparaissent entre Richard Donner et les producteurs et la décision est prise de stopper le tournage de Superman 2 et de finir le premier film. Richard Donner avait déjà tourné 75 % de la suite. Superman 2 sera repris par Richard Lester. Richard Donner sortira des années plus tard sa propre version, Superman 2: The Richard Donner Cut.
Christopher Reeve prit tellement de masse musculaire pendant son entraînement que les scènes filmées au début du tournage ont dû être retournées.

## Musique
Bandes originales de Superman
Superman 2
(1980)
Jerry Goldsmith, le compositeur de La Malédiction (The Omen, 1976), devait à l'origine travailler sur la musique du film. Comme il était occupé avec le film Capricorn One de Peter Hyams (1978), il est remplacé par John Williams, fidèle compositeur de Steven Spielberg, qui dirigea l'Orchestre symphonique de Londres pour les enregistrements.
La première bande originale du film est mise en vente, en disque vinyle de 33 tours et en cassette, le 20 décembre 1978 par Warner Bros. Records avant d'être ressortie en disque compact (CD) par Varèse Sarabande en 1998.
La mélodie du thème principal présente des traits de ressemblance avec celle de Star Wars.
| 1.  | Prelude and Main Title March               | 4:24 |
| 2.  | The Planet Krypton                         | 4:45 |
| 3.  | Destruction of Krypton                     | 5:58 |
| 4.  | The Trip to Earth                          | 2:23 |
| 5.  | Growing Up                                 | 1:52 |
| 6.  | Love Theme From Superman                   | 5:00 |
| 7.  | Leaving Home                               | 4:48 |
| 8.  | The Fortress Of Solitude                   | 8:29 |
| 9.  | The Flying Sequence & Can You Read My Mind | 8:08 |
| 10. | Super Rescues                              | 3:24 |
| 11. | Lex Luthor's Lair                          | 2:33 |
| 12. | Superfeats                                 | 5:00 |
| 13. | The March Of The Villains                  | 3:33 |
| 14. | Chasing Rockets                            | 7:33 |
| 15. | Turning Back The World                     | 2:01 |
| 16. | End Title                                  | 6:24 |

| 1.  | Prelude and Main Title March   | 5:29 |
| 2.  | The Planet Krypton             | 6:39 |
| 3.  | Destruction of Krypton         | 7:52 |
| 4.  | Star Ship Escapes              | 2:21 |
| 5.  | The Trip to Earth              | 2:28 |
| 6.  | Growing Up                     | 2:34 |
| 7.  | Death of Jonathan Kent         | 3:27 |
| 8.  | Leaving Home                   | 4:49 |
| 9.  | The Fortress of Solitude       | 9:17 |
| 10. | Welcome to Metropolis          | 2:11 |
| 11. | Lex Luthor's Lair              | 4:48 |
| 12. | The Big Rescue                 | 5:55 |
| 13. | Super Crime Fighter            | 3:20 |
| 14. | Super Rescues                  | 2:14 |
| 15. | Luthor's Luau (Source)         | 2:48 |
| 16. | The Planet Krypton (Alternate) | 4:24 |
| 17. | Main Title March (Alternate)   | 4:38 |

## Accueil

### Sortie
Le film devait à l'origine être encore plus long, le missile lancé par Superman dans l'espace devant libérer les trois criminels kryptoniens de la Zone Fantôme. Les scènes tournées furent finalement réutilisées pour Superman 2, où le trio sera libéré par une bombe dans un ascenseur, lui aussi lancé par Superman.

### Accueil Critique
Superman a reçu des critiques majoritairement positives de la part des critiques. Selon Rotten Tomatoes, 94 % des 77 critiques ont donné une critique positive à Superman, avec une note moyenne de 8,1/10. Le consensus critique du site se lit comme suit : «Superman mélange habilement humour et gravité, tirant parti du casting parfait de Reeve pour créer un hommage affectueux et nostalgique à une icône de la culture pop américaine.» Metacritic a attribué au film une note moyenne pondérée de 81 sur 100, basée sur 19 critiques, indiquant une «acclamation universelle». Le film a été largement considéré comme l'un des dix meilleurs films de 1978,,. Les créateurs de Superman, Jerry Siegel et Joe Shuster, en larmes, ont remercié Donner et ont donné une réaction positive. Shuster était «ravi de voir Superman à l'écran. J'ai eu des frissons. Chris Reeve a juste la bonne touche d'humour. Il est vraiment Superman.» Siegel a rayonné, «C'est exactement comme je l'avais imaginé.»
Roger Ebert a donné au film quatre étoiles sur quatre. Bien qu'il décrive les scènes de Krypton comme « pesantes » (« Brando aurait été payé 3 millions de dollars pour son rôle, ou, à en juger par ses dialogues, 500 000 dollars, un cliché »), Ebert écrit que « Superman est un pur délice, une merveilleuse combinaison de toutes les choses démodées dont on ne se lasse jamais vraiment : aventure et romance, héros et méchants, effets spéciaux bouleversants, et – vous savez quoi d'autre ? De l'esprit ». Il a fait l'éloge de Reeve, déclarant qu'il « vend le rôle ; un mauvais casting ici aurait tout fait capoter », et a conclu que le film « fonctionne si bien grâce à son esprit et ses effets spéciaux ». Ebert a placé le film sur sa liste des dix meilleurs films de 1978. Il le placera plus tard sur sa liste des « grands films ». Gene Siskel du Chicago Tribune a donné au film trois étoiles sur quatre, le qualifiant de « gâchis délicieux. De bonnes performances. Un montage bâclé. Des effets spéciaux bon marché et non volants. Des dialogues amusants. En résumé, Superman est le genre de film que les critiques déchirent, mais disent quand même : « Vous devriez le voir. »
James Harwood de Variety a qualifié le film de « merveilleux, hilarant, absurdement excitant fantasme », et il a ajouté : « À la fois dans le rôle de l'homme d'acier sain et dans celui de son identité secrète maladroite Clark Kent, Reeve est excellent. Dans le rôle de la journaliste Lois Lane, Kidder joue parfaitement avec ses deux personnalités et son premier entretien à double sens avec Superman est méchamment timoré, dansant autour de la question évidente que toute fille au sang rouge pourrait se poser à propos d'une perspective aussi magnifique. » Vincent Canby du New York Times a écrit dans une critique mitigée: « La bande dessinée de Superman a été soigneusement, minutieusement, parfois spirituellement agrandie pour le grand écran de cinéma, qui, bien que chargé, semble souvent un peu vide. » Il a cependant loué la performance de Kidder, la qualifiant de « très charmante ». Charles Champlin du Los Angeles Times a qualifié le film de « grande déception », louant Reeve comme « la force salvatrice du film » mais se référant à la question du méchant comme « un problème essentiel », trouvant que « même dans une succession de perruques, Gene Hackman n'est pas absurde, drôle ou menaçant de manière démente, et ce qu'il fait ici n'est pas évident ». Gary Arnold du Washington Post a écrit dans une critique positive : « Malgré une accalmie ici et une pause là, cette superproduction s'avère prodigieusement inventive et agréable, doublement bénie par des illusionnistes sophistiqués derrière les caméras et une nouvelle personnalité brillante et stellaire devant les caméras - Christopher Reeve, un jeune acteur à la fois beau et assez astucieux pour rationaliser l'imagination absurde d'un super-héros de bande dessinée en chair et en os ». Il a estimé que Kidder était « une bonne actrice et une crieuse phénoménale, mais elle a l'air un peu épuisée ».
Dans une critique rétrospective, James Berardinelli estime qu'il « ne fait aucun doute que c'est un film imparfait, mais c'est l'un des films imparfaits les plus merveilleusement divertissants réalisés dans les années 1970. C'est exactement ce que les fans de bandes dessinées espéraient qu'il serait. Le plus encourageant de tous, cependant, est peut-être le message à la fin du générique annonçant l'arrivée imminente de Superman II ». Harry Knowles est un fan de longue date du film, mais il critique les éléments qui ne représentent pas les histoires de Superman telles qu'elles sont vues dans les bandes dessinées. Neal Gabler estime également que le film se concentre trop sur la comédie superficielle. Il soutient également que le film aurait dû adhérer davantage à l'esprit du scénario original de Mario Puzo et qualifie les trois premiers films de Superman collectivement de « simples épisodes télévisés gonflés ». Après la mort de Kidder en 2018, Sonia Saraiya de Vanity Fair a rétrospectivement salué sa capacité à équilibrer la nature étourdie de Lois avec son ambition et son attitude pragmatique, la qualifiant de digne partenaire de Reeve et écrivant que « Kidder a joué une femme humaine qui pouvait à la fois attirer et mériter un homme canoniquement parfait, avec le physique d'un dieu grec et la boussole morale d'un saint. »
Box-office
| Pays ou région    | Box-office        | Date d'arrêt du box-office | Nombre de semaines |
| ----------------- | ----------------- | -------------------------- | ------------------ |
| États-Unis Canada | 134 218 018 $     | -                          | -                  |
| France            | 2 630 507 entrées |                            |                    |
| Total mondial     | 300 218 018 $     | -                          | -                  |

Superman est un immense projet pour la Warner Bros. qui a consenti un investissement de 55 000 000 de dollars, un montant très important pour l'époque.

## Distinctions
Entre 1978 et 2021, le film Superman a été sélectionné 41 fois dans diverses catégories et a remporté 17 récompenses,.

### Années 1970
| Années | Cérémonie ou récompense                                                       | Catégorie / Récompense                                       | Nommé(es) / Lauréat(es) | Nommé(es) / Lauréat(es) |
| ------ | ----------------------------------------------------------------------------- | ------------------------------------------------------------ | --- | ----------------------- |
| 1978   | Conseil national d'examen du cinéma                                           | Prix NBR du Top 10 de l'année                                | Superman | Lauréat                 |
| 1978   | Prix Jupiter                                                                  | Meilleur acteur international                                | Christopher Reeve | Nomination              |
| 1978   | Société britannique des cinéastes                                             | Meilleure photographie                                       | Geoffrey Unsworth | Nomination              |
| 1979   | Académie des films de science-fiction, fantastique et d'horreur - Prix Saturn | Prix Saturn du Meilleur film de science-fiction              | Superman | Lauréat                 |
| 1979   | Académie des films de science-fiction, fantastique et d'horreur - Prix Saturn | Prix Saturn de la Meilleure actrice                          | Margot Kidder | Lauréat                 |
| 1979   | Académie des films de science-fiction, fantastique et d'horreur - Prix Saturn | Prix Saturn de la Meilleure musique                          | John Williams | Lauréat                 |
| 1979   | Académie des films de science-fiction, fantastique et d'horreur - Prix Saturn | Prix Saturn des Meilleurs effets spéciaux                    | Colin Chilvers | Lauréat                 |
| 1979   | Académie des films de science-fiction, fantastique et d'horreur - Prix Saturn | Prix Saturn des Meilleurs décors                             | John Barry | Lauréat                 |
| 1979   | Académie des films de science-fiction, fantastique et d'horreur - Prix Saturn | Meilleur acteur                                              | Christopher Reeve | Nomination              |
| 1979   | Académie des films de science-fiction, fantastique et d'horreur - Prix Saturn | Meilleure actrice dans un second rôle                        | Valerie Perrine | Nomination              |
| 1979   | Académie des films de science-fiction, fantastique et d'horreur - Prix Saturn | Meilleure réalisation                                        | Richard Donner | Nomination              |
| 1979   | Académie des films de science-fiction, fantastique et d'horreur - Prix Saturn | Meilleurs costumes                                           | Yvonne Blake et Richard Bruno | Nomination              |
| 1979   | Éditeurs de cinéma américain                                                  | Meilleur montage d'un film                                   | Stuart Baird | Nomination              |
| 1979   | Golden Globes                                                                 | Meilleure musique de film                                    | John Williams | Nomination              |
| 1979   | Guilde des scénaristes d'Amérique                                             | Meilleure comédie adaptée d'un autre média                   | Mario Puzo, David Newman, Robert Benton et Leslie Newman | Nomination              |
| 1979   | Oscars                                                                        | Oscar pour une contribution spéciale pour les effets visuels | Les Bowie, Colin Chilvers, Denys N. Coop, Roy Field, Derek Meddings et Zoran Perisic | Lauréat                 |
| 1979   | Oscars                                                                        | Meilleur son                                                 | Gordon K. McCallum, Graham V. Hartstone, Nicolas Le Messurier et Roy Charman | Nomination              |
| 1979   | Oscars                                                                        | Meilleur montage                                             | Stuart Baird | Nomination              |
| 1979   | Oscars                                                                        | Meilleure musique originale                                  | John Williams | Nomination              |
| 1979   | Prix de l’Écran d'or                                                          | Écran d'or                                                   | Superman | Lauréat                 |
| 1979   | Prix Hugo                                                                     | Meilleure présentation dramatique                            | Richard Donner, Mario Puzo, David Newman, Leslie Newman, Robert Benton, Jerry Siegel, Joe Shuster | Lauréat                 |
| 1979   | Récompenses des arts du cinéma et de la télévision de la British Academy      | BAFTA du Meilleur nouveau venu dans un rôle principal        | Christopher Reeve | Lauréat                 |
| 1979   | Récompenses des arts du cinéma et de la télévision de la British Academy      | Meilleure photographie                                       | Geoffrey Unsworth | Nomination              |
| 1979   | Récompenses des arts du cinéma et de la télévision de la British Academy      | Meilleure direction artistique / Meilleurs décors            | John Barry | Nomination              |
| 1979   | Récompenses des arts du cinéma et de la télévision de la British Academy      | Meilleur son                                                 | Gordon K. McCallum, Roy Charman, Mike Hopkins, Brian Marshall, Chris Greenham, Peter Pennell, Pat Foster, Stan Fiferman, John Foster, Norman Bolland, Charles Schmitz, Richard Raguse et Chris Large | Nomination              |
| 1979   | Récompenses des arts du cinéma et de la télévision de la British Academy      | Meilleur acteur dans un second rôle                          | Gene Hackman | Nomination              |

### Années 1980
| Années | Cérémonie ou récompense                                                                      | Catégorie / Récompense                           | Nommé(es) / Lauréat(es) | Nommé(es) / Lauréat(es) |
| ------ | -------------------------------------------------------------------------------------------- | ------------------------------------------------ | ----------------------- | ----------------------- |
| 1980   | Association turque des critiques de cinéma (Turkish Film Critics Association (SIYAD) Awards) | Meilleur film étranger                           | 9 ème place             | Nomination              |
| 1980   | Prix Grammy                                                                                  | Grammy de la Meilleure composition instrumentale | John Williams           | Lauréat                 |
| 1980   | Prix Grammy                                                                                  | Meilleure performance instrumentale pop          | John Williams           | Nomination              |

### Années 1990
| Années | Cérémonie ou récompense                                     | Catégorie / Récompense                                                     | Nommé(es) / Lauréat(es) | Nommé(es) / Lauréat(es) |
| ------ | ----------------------------------------------------------- | -------------------------------------------------------------------------- | ----------------------- | ----------------------- |
| 1998   | Association internationale des critiques de musique de film | Prix FMCJ du Meilleur nouvel enregistrement d'une partition déjà existante | John Williams           | Lauréat                 |

### Années 2000
| Années | Cérémonie ou récompense                                                       | Catégorie / Récompense                        | Nommé(es) / Lauréat(es)                                              | Nommé(es) / Lauréat(es) |
| ------ | ----------------------------------------------------------------------------- | --------------------------------------------- | -------------------------------------------------------------------- | ----------------------- |
| 2001   | Prix exclusifs DVD (DVD Exclusive Awards)                                     | Meilleurs extra                               | Paul Hemstreet, Jonathan Gaines et Michael Thau                      | Nomination              |
| 2002   | Académie des films de science-fiction, fantastique et d'horreur - Prix Saturn | Meilleure édition spéciale DVD d'un classique | Superman                                                             | Nomination              |
| 2006   | Prix Satellites                                                               | Meilleur ensemble de DVD                      | Superman Ultimate Collector's Edition                                | Lauréat                 |
| 2006   | Prix Schmoes d'or (Golden Schmoes Awards)                                     | Meilleur DVD / Blu-Ray de l'année             | Ultimate Collection                                                  | Nomination              |
| 2006   | Société des critiques de cinéma de Las Vegas                                  | Prix Sierra du Meilleur DVD                   | The Superman Ultimate Collectors Edition (Warner Home Entertainment) | Lauréat                 |
| 2007   | Académie des films de science-fiction, fantastique et d'horreur - Prix Saturn | Meilleure collection de DVD                   | Superman : Ultimate Collector's Edition                              | Nomination              |

### Années 2010
| Années | Cérémonie ou récompense                                                       | Catégorie / Récompense                                | Nommé(es) / Lauréat(es)                                          | Nommé(es) / Lauréat(es) |
| ------ | ----------------------------------------------------------------------------- | ----------------------------------------------------- | ---------------------------------------------------------------- | ----------------------- |
| 2012   | Académie des films de science-fiction, fantastique et d'horreur - Prix Saturn | Meilleure collection de DVD                           | Warner Bros. Superman : The Motion Picture Anthology (1978-2006) | Nomination              |
| 2012   | Festival de Cinéma en Plein Air de la Villette                                | Meilleur film                                         | Richard Donner                                                   | Nomination              |
| 2017   | Office national de préservation du film                                       | Prix du Registre national du film                     | Superman                                                         | Lauréat                 |
| 2018   | Association du cinéma et de la télévision en ligne                            | Temple de la renommée du cinéma OFTA du Meilleur film | Superman                                                         | Lauréat                 |

### Années 2020
| Années | Cérémonie ou récompense                            | Catégorie / Récompense                                       | Nommé(es) / Lauréat(es) | Nommé(es) / Lauréat(es) |
| ------ | -------------------------------------------------- | ------------------------------------------------------------ | ----------------------- | ----------------------- |
| 2021   | Association du cinéma et de la télévision en ligne | Temple de la renommée du cinéma OFTA de la Meilleure musique | Superman                | Lauréat                 |

## Autour du film

### Version longue
En 2000, Warner Bros édite une version longue du film. Elle ne comporte que de petits passages supplémentaires :
- Le premier conseiller de Krypton félicite Jor-El d'avoir mené à bien la condamnation des trois criminels. Mais ce dernier pense que la Zone Fantôme peut leur permettre d'échapper à la possible et prochaine fin de la planète.
- Alors que Jor-El et Lara effectuent les préparatifs pour le sauvetage de leur fils, un technicien communique avec le conseil de Krypton et signale une surtension dans les appartements de Jor-El ainsi qu'une baisse d'énergie dans d'autres secteurs. Le premier conseiller demande au technicien d'enquêter.
- Durant son trajet dans l'espace, la navette de Kal-El passe à côté de la Zone Fantôme renfermant Zod, Ursa et Non.
- La jeune fille dans le train, apercevant Clark courir à côté et à pleine vitesse, s'avère en fait être Lois Lane. Accompagnée de ses parents, ceux-ci pensent qu'elle invente son histoire et qu'elle n'a rien vu.
- Alors que le petit matin se lève, Martha Kent prépare le petit déjeuner et appelle Clark avant qu'elle ne le découvre par la fenêtre, debout au milieu des champs.
- Après ses premiers exploits de sauvetage à Metropolis, Superman retourne dans sa forteresse et discute avec l'hologramme à intelligence artificielle de son père, exprimant ainsi sa satisfaction. Mais Jor-El le met quand-même en garde en lui précisant notamment de préserver son identité pour protéger ses proches.
- Lorsque les journaux télévisés montrent les exploits de Superman, un citoyen ne croit pas au fait qu'un homme puisse voler. Se trouvant à côté de lui, Clark lui affirme que cela peut être possible un jour.
- Voulant se rendre au repaire de Lex Luthor, Superman longe une voie semée d'embûches :
  - Il est d'abord mitraillé de tous les côtés... les balles ne faisant que rebondir sur lui.
  - Il est par la suite immolé par des lance-flammes... sans effet. Ce passage est vu dans Superman II au moment où Superman abandonne ses pouvoirs.
  - Il est enfin congelé par un système de refroidissement... mais il parvient à se libérer.
- Au moment des premières secousses causées par le tremblement de terre, les lettres du panneau HOLLYWOOD s'effondrent.

### Version télévisée de 188 minutes
Une première version télévisée est diffusée sur la chaîne ABC en 1982 d'une durée approximative de 182 minutes. Une seconde version, diffusée sur KCOP de Los Angeles en 1994, sera d'une durée de près de 188 minutes. Les deux contiennent des musiques additionnelles ainsi que des scènes coupées et supplémentaires sur la destruction de Krypton, Smallville, la Forteresse de la solitude, le Daily Planet ainsi que les scènes de tremblements de terre. La version de 188 minutes fera l'objet d'une sortie en Blu-ray chez Warner Archive Collection dans un coffret contenant aussi la version director's cut de Richard Donner avant la fin de l'année 2017

### DVD
Éditeur Warner Bros. :
- En DVD simple, le film en version director's cut de 145 minutes avec le deuxième doublage version française (Jean-Pierre Michaël pour le casting vocal de Christopher Reeve) et bonus.
- Coffret (Ultimate Edition) quatre DVD, avec les deux versions du film : version salles de 137 minutes avec la version française de Pierre Arditi (mono) et version director’s cut de 145 minutes avec la version française de Jean-Pierre Michaël ainsi que deux DVD bonus.
- Coffret (Ultimate Edition) treize DVD, avec les quatre films ainsi que Superman Returns (avec inclus : Superman version cinéma et director’s cut), et plusieurs DVD bonus (le film Superman version cinéma de 1978 avec la version française de Pierre Arditi est uniquement trouvable dans les coffrets).
- Blu-ray, version longue.